# シグネクト奇襲
シグネクト奇襲（シグネクトきしゅう、Raid on Chignecto）は、ウィリアム王戦争中に起こった奇襲で、ニューイングランド軍がアカディア（現在のノバスコシア州）のシグネクト地峡を襲ったものである。フランスとインディアン連合軍が、当時マサチューセッツ湾直轄植民地にあった、ペマキッドの砦を破壊したこと（ペマキッドの戦い）への報復であった。ニューイングランド民兵の大佐ベンジャミン・チャーチが400人の兵を率いて、1696年の9月20日から9月29日までの9日間で、アカディアの多くの集落に襲撃を仕掛けた。

## 概要

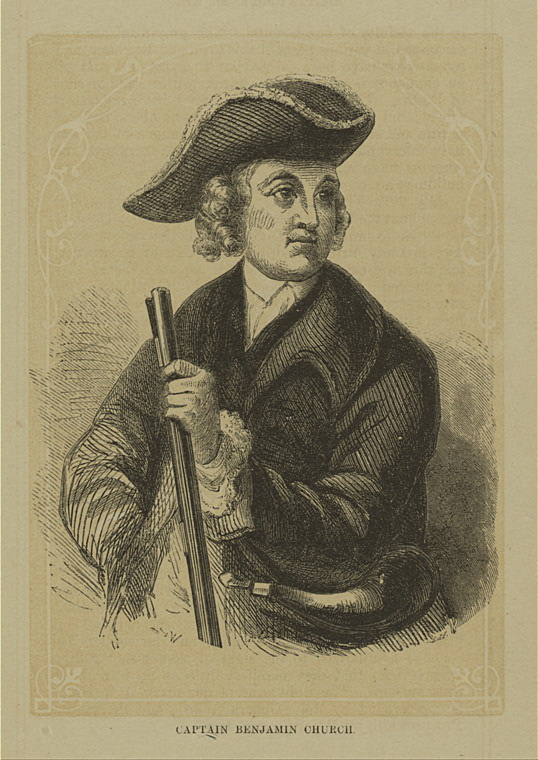
ベンジャミン・チャーチ

北米植民地戦争の第一弾であるウィリアム王戦争の期間中、フランスとインディアンの連合軍は、1696年8月のペマキッドの戦いで勝利していた。この戦いでは、フランス兵とインディアン兵がウィリアム・ヘンリー砦を破壊したが、この砦の建設には、ニューイングランド民兵の指揮官であるベンジャミン・チャーチが力を貸していた。シグネクトのアカディア人たちは、教会の入り口に、フランス勝利の声明文を掲げた。チャーチは、この敗北に対抗して、翌9月に、ボーバサンのシグネクト地峡に壊滅的な奇襲を掛けた。

### 奇襲

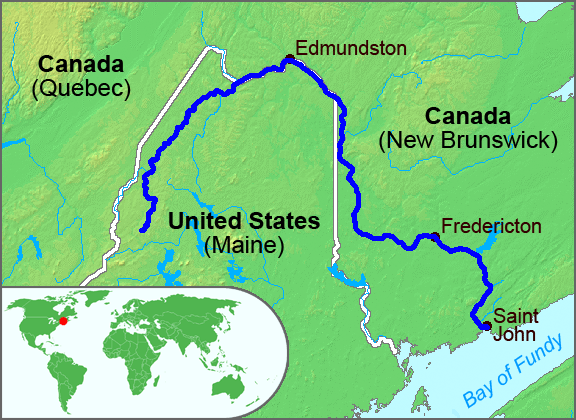
セントジョン川

チャーチと400人の奇襲隊（うち50人から150人がインディアンで、多分イロコイ族である）は、9月20日にボーバサンの沖合に到着した。岸に着いた奇襲隊を、アカディア人とミクマク族が砲撃し、チャーチの副官と兵が何人か犠牲になったが、どうにか上陸を果たし、アカディア人たちに不意打ちを食わせた。1人のアカディア人がチャーチの前に立ちはだかり、1690年に自分たちが署名した、イングランド王への忠誠の誓文を見せつけた。その間に、多くのアカディア人たちが逃げて行った。チャーチは何事にも聞く耳を持たなかった。教会の入り口の、ペマキッドの戦いの勝利声明を見つけた後は、余計に聞く耳を持たなかった。彼は多くの家や建物を焼き、住民を殺し、家にあった物を盗み、家畜を惨殺した。
アカディア総督のヴィユボンはこう伝えている。
イングランド人奇襲隊はまる9日間ボーバサンにいた。自分たちの船から物資を持ち出そうとはせず、それどころか、着のみ着のままでいるアカディア人たちに、憐みをかけるそぶりはしたものの、空っぽの家や納屋と一緒に、彼らを置き去りにして行った—
9日後、チャーチの奇襲隊はシグネクトからセントジョン川の河口に向かった。アカディア人捕虜を何人か連れていたが、うち少なくとも2名は釈放された。その8年後、チャーチは、やはりアカディアのグランプレを奇襲し、可能な限りの残虐な襲撃を行うことになる。

### 一次出典
- Villebon letter, Oct. 29, 1696, Webster, p. 94-96 Villebon Letters
- Benjamin Church, Thomas Church, Samuel Gardner Drake. The history of King Philip's war ; also of expeditions against the French and Indians in its Eastern parts of New England, in the years 1689, 1692, 1696 AND 1704. With some account of the divine providence towards Col. Benjamin Church. (See Benjamin Church - Online Book)
- The History of the Great Indian War Church's Book  pp.228-233

### 二次出典
- Faragher, John Mack, A Great and Noble Scheme New York; W. W. Norton & Company, 2005. pp. 110–112 ISBN 0-393-05135-8
- N.E.S. Griffiths. 2005. Migrant to Acadian, McGill-Queen’s University Press. pp. 206–208